# غانغستا راب
غانغستا راب (Gangsta rap) ويعرف كذلك بـ راب العصابات نوع من أنواع موسيقى الهيب هوب التي تعكس الطابع العنيف لحياة الشباب داخل المدينة، ظهر هذا النوع في منتصف الثمانينات من خلال Ice-T و Schoolly D وكانت له شعبيه في أواخر الثمانينات بفضل N.W.A،ووجهت انتقادات كثيرة له من الجناح اليساري وجناح اليمين وووجهاء دينيون الذين اتهموا هذا النوع بأنه يروج للعنف والكلمات النابية والجنس والعنصرية ورهاب المثلية ومعاداة المرأة والاغتصاب وتجارة المخدرات.